# Quinze Études de virtuosité « Per aspera »

Les Quinze Études de virtuosité « Per aspera » op.72 sont un cycle de pièces d'étude pianistique de Moritz Moszkowski.

## Structure
1. Vivace (en mi majeur)
2. Allegro brillante (en sol mineur)
3. Vivo e con fuoco (en sol majeur)
4. Allegro moderato (en ut majeur)
5. Veloce e leggiero (en ut majeur)
6. Presto (en fa majeur)
7. Allegro energico (en mi bémol majeur)
8. allegro energico (en ut majeur)
9. Allegro (en ré mineur)
10. Allegro (en ut majeur)
11. Presto e con leggierezza (en la bémol majeur)
12. Presto (en ré bémol majeur)
13. Molto animato (en la bémol mineur)
14. Moderato (en ut mineur)
15. Allegro (en si majeur)

## Source
- François-René Tranchefort (dir.), Guide de la musique de piano et de clavecin, Paris, Fayard, coll. « Les indispensables de la musique », 1987, 870 p. (ISBN 978-2213016399, BNF 34978617), p. 534